# Afonso Spaniol
Afonso Spaniol (Itapiranga, 20 de novembro de 1953) é um político brasileiro.

## Carreira
Foi deputado à Assembleia Legislativa de Santa Catarina na 12ª legislatura (1991 — 1995), na 13ª legislatura (1995 — 1999) e na 14ª legislatura (1999 — 2003).